# حمدي رزاق
حمدي رزاق (بالفرنسية: Hamdi Razak)‏ هو لاعب كرة قدم فرنسي في مركز الهجوم، ولد في 8 أكتوبر 1985 في باريس في فرنسا. لعب مع سويندون تاون ونادي النجم الأحمر ونادي إنتينت.

## وصلات خارجية
- حمدي رزاق على موقع قاعدة بيانات كرة القدم.إي يو (الإنجليزية)
- حمدي رزاق على موقع Soccerbase.com (لاعب) (الإنجليزية)